# Partit occitan
 (juillet 2023).
 (février 2015).
Si vous disposez d'ouvrages ou d'articles de référence ou si vous connaissez des sites web de qualité traitant du thème abordé ici, merci de compléter l'article en donnant les références utiles à sa vérifiabilité et en les liant à la section « Notes et références ».
Le Partit occitan (français : « Parti occitan », abrégé en POC) est un parti politique français occitaniste de gauche, écologiste et pro-européen. Depuis 2015, son sous-titre est « Gauche écologiste occitane » (« Esquèrra ecologista occitana » en occitan).
Fondé en mai 1987 pour défendre l'autonomie de la région culturelle d'Occitanie, le Partit occitan est membre de la fédération Régions et peuples solidaires depuis 1995.

## Objectifs politiques
Le Partit occitan a pour objectif de « s’adresser en priorité à la jeunesse, mais aussi à tous ceux qui n’ont pas renoncé à la politique comme un des leviers du changement et du progrès ».
Il vise à œuvrer au développement d’une « conscience citoyenne occitane comme élément d’une citoyenneté planétaire ». En ce sens, il se veut la traduction politique de la pensée occitaniste.
Il défend un statut d'autonomie pour les régions de langue et de culture occitanes dans le cadre d'un état français fédéral membre d'une "Europe des régions". Il est classé comme un parti français régionaliste et non comme un parti indépendantiste.

## Historique

### Création
Le Partit occitan s'est formé à Toulouse en 1987 (23-24 mai) par la fusion de divers mouvements occitanistes (Volem Viure Al País, etc.), rejoints par des candidats aux élections régionales de 1986 (liste « Union occitana » du Tarn, « les Régionalistes » (Haute-Garonne)), d'isolés… Cette union s'est construite autour de la charte du parti, qui se veut l'héritière de l'humanisme occitan.

### La charte
La charte du Partit occitan est la suivante : 
- "Notre engagement pour la langue et la culture occitane est une ouverture à toutes les exigences d’une société démocratique et la justice sociale et économique : il est inséparable du combat pour les plus défavorisés.
- Le fait occitan est une réalité historique et sociale qui s’exprime à travers diverses manifestations : c’est un levier de la recomposition de la gauche et de la réappropriation de la chose publique par les citoyens.
- Nous défendons ainsi la reconnaissance de la communauté occitane, la pleine réhabilitation de la langue occitane et la défense des intérêts de ses membres : tel est le sens de notre objectif d’autonomie. Nous soutenons donc le droit des peuples à disposer d’eux-mêmes et refusons le toute forme de colonialisme et d’impérialisme.
- Nous rejetons l’usage de la violence et condamnons toute forme de racisme, de fascisme et de chauvinisme.
- Nous considérons qu’une de nos tâches urgentes est la construction européenne : une Europe qui doit être celle des peuples et des régions.
- Nous œuvrons pour le respect des droits de l’Homme dans leur dimension individuelle et collective. La solidarité avec les pays émergents et l’action pour la paix sont parmi nos priorités.
- Nous considérons que toute société est responsable d’une parcelle du patrimoine naturel planétaire. Elle en est responsable aux yeux des sociétés voisines comme aux yeux des générations à venir. Elle peut disposer de ce patrimoine, mais n’a aucun droit d’en abuser".

### Nom du parti et logotype
La croix occitane (en occitan : crotz occitana) sert d’emblème à l’Occitanie (région culturelle), et aussi, depuis la réforme territoriale de 2015, à l'Occitanie (région administrative). Ses couleurs inspirent le logo du Partit occitan.

#### Logo initial (1987-2015)
- Si vous ne connaissez pas le sujet, laissez ce bandeau (vous pouvez alors contacter les auteurs).
- Si vous supprimez le contenu mis en cause (vous pouvez préalablement contacter les auteurs),

argumentez précisément cette suppression dans la page de discussion
(un manque de référence n'est pas un argument ; une recherche réelle de référence doit avoir été effectuée, être formellement documentée).

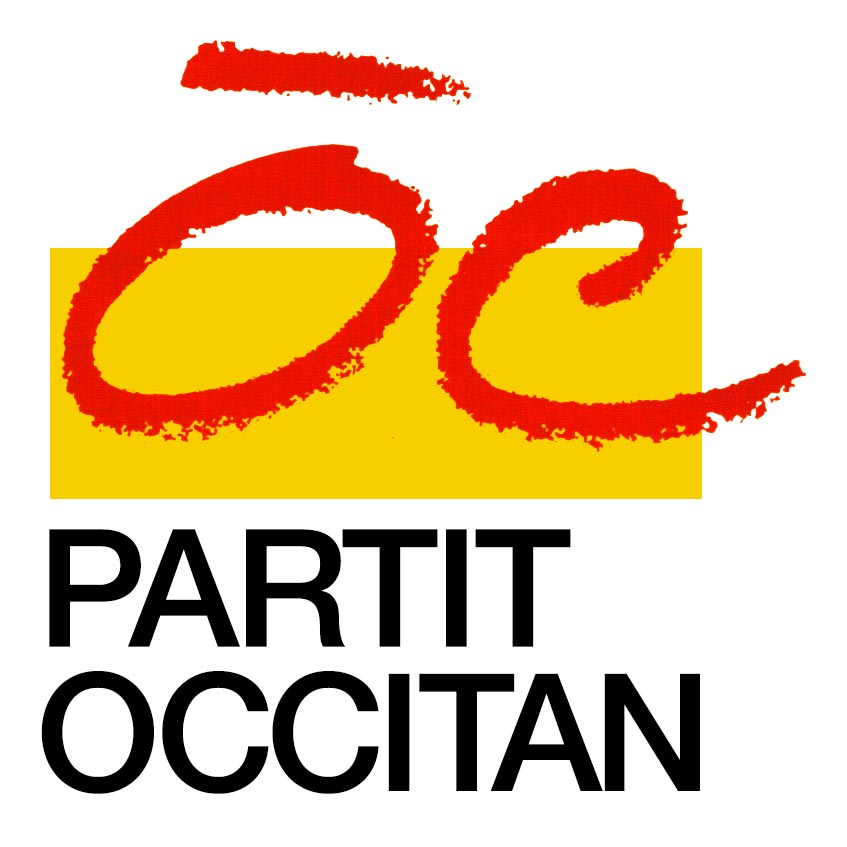
Logotype original, par Jean-Claude Pertuzé, 1987

Le logotype du Partit occitan date de 1987. Il comportait le nom du parti (Partit est l'occitan pour « parti ») sur deux lignes en capitales, en police Helvetica, surmonté du mot òc. Les lettres sont en rouge sur fond jaune : rouge et or. À l’origine; le logo était sur fond blanc et les lettres òc se détachaient sur un rectangle jaune.
Le mot òc écrit à la main, au pinceau, avait alors vocation à signifier la spontanéité et le « naturel » de la démarche du parti, et l’oralité de la langue d’oc. Òc (qui signifie « oui » en occitan) a donné son nom à la langue et à l'Occitanie, et symbolise la revendication politique, l’identité culturelle en même temps que l’adhésion.
Le nom du parti est en occitan, renforcé par l’adjectif occitan pour signifier une revendication d’identité, d’unité sur une base d’identité culturelle des gens qui ont l’òc (autre manière de nommer la langue occitane) en commun.
Les deux couleurs, rouge et jaune (sang — ou, en héraldique, gueules — et or) sont les couleurs historiques de l’Occitanie que l’on retrouve sur le drapeau occitan (croix occitane jaune sur fond rouge). Sur le drapeau occitan, le jaune évoque l’or, rare, précieux, brillant, lumineux, éternel (ne s’oxyde pas), symbole de richesse, de gloire, de puissance. Il évoque le soleil, la lumière, l’intellect, la raison, l’esprit… Le rouge évoque le feu  la chaleur... et le sang, la vie, la passion, l’amour (féminin ?), qui nous fait vivre et nous brûle tout à la fois...Pour les troubadours (poètes occitans du XIe et XIIe siècles, les premiers à écrire dans une langue vulgaire... « inventeurs » de l’Amour, mot occitan amor, concept hérité de la civilisation arabo-andalouse (cf histoire littéraire), l’amour est la vie, sans amour il n’y a qu’illusion de vie.
Les deux symbolismes ne s’opposent pas mais se complètent. Les couleurs occitanes ont donc été reprises sur le logo du Partit occitan ainsi que sur le site internet et certaines affiches.

#### Logo actuel (depuis 2015)

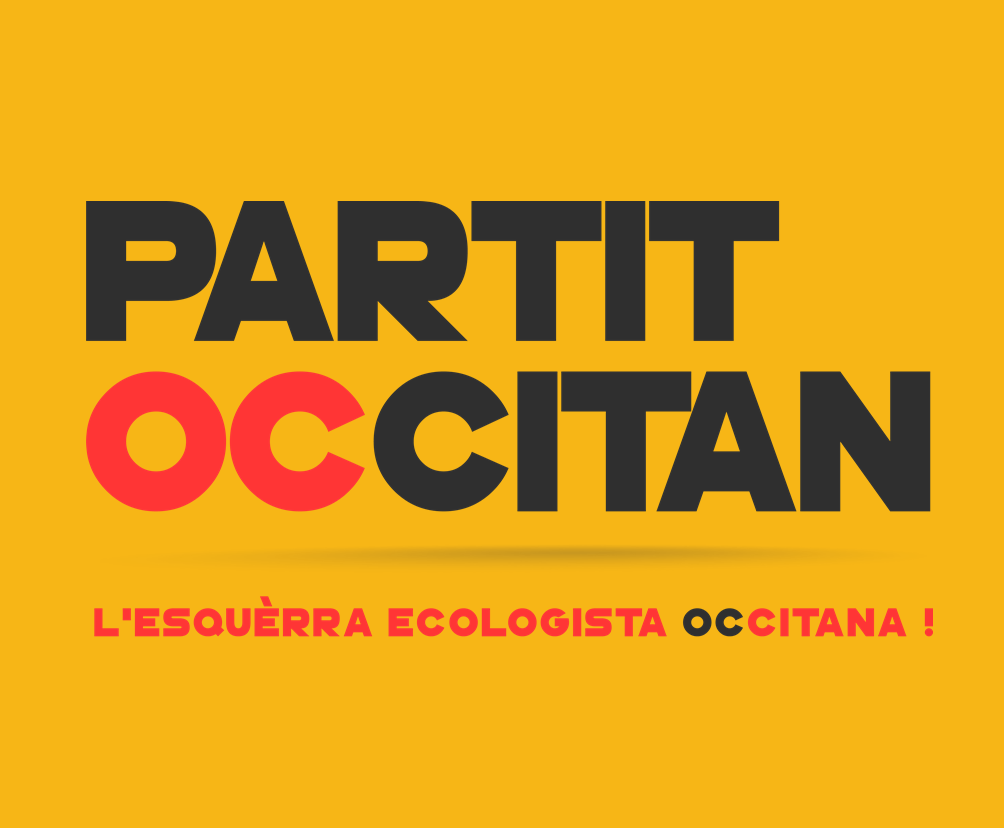
Logotype du Partit occitan depuis 2015.

Le logo actuel est utilisé depuis 2015.
Il se compose du nom "Partit occitan" en lettres capitales avec le "OC" rehaussé en rouge, ainsi que d'un sous-titre :
- soit "Esquèrra ecologista occitana" dans sa version occitane
- soit "Gauche écologiste occitane" dans sa version française

## Organisation
L'organisation du Partit occitan est décentralisée. L'organe de base est le comité local qui désigne ses représentants dans les différentes instances fédérales (fédération régionale et Conseil fédéral). Le Congrès élit un Bureau fédéral tous les deux ans.
- Président : David Grosclaude

### Bureau fédéral
Depuis 1987, l'organe exécutif du Partit occitan est son Bureau Fédéral. C'est lui qui assure la représentation de l'organisation et son animation politique. Il est composé des membres suivants (2014-2016) :
- Gustave Alirol – Secrétaire fédéral délégué au fédéralisme et aux institutions
- Thérèse De Boissezon – Secrétaire fédérale déléguée à l’égalité des droits
- David Escarpit – Secrétaire fédéral délégué à la jeunesse
- Caroline Garcia-Cros – Secrétaire fédérale déléguée à l’enseignement et au développement durable
- David Grosclaude – Secrétaire fédéral délégué aux relations institutionnelles
- Anne-Marie Hautant – Secrétaire fédérale délégué à la démocratie
- Guilhèm Latrubesse – Secrétaire fédéral délégué aux finances, aux élus et aux fédérations
- Marie-José Maruéjouls – Secrétaire fédérale déléguée à la ruralité et aux solidarités
- Patric Roux – Secrétaire fédéral délégué à la culture, aux questions sociales et à l’innovation sociale

### Conseil fédéral
Le Conseil fédéral du Partit occitan est le parlement du mouvement. Il se réunit pour prendre les décisions que nécessitent la vie politique et le fonctionnement de l’organisation. Il est composé des délégués des fédérations régionales suivants :
- Nouvelle-Aquitaine : Yves Boissière, Danisa Urroz, Pèire Boissière, François Pontalier, Claude Peyrou, David Grosclaude, Thérèse de Boissezon, David Escarpit, Marie-José Maruéjouls, Cathy Soubles.
- Occitanie : Jòrdi Labouysse, Daniel Rifà, Danis Cantournet, Hugues Jourde, Joël Encontre, Guilhèm Latrubesse, Patric Roux, Martine Boudet, Alan Rouch, Gaël Tabarly, Jean-François Saisset, Caroline Garcia-Cros.
- Provence : Hervé Guerrera, Pascal Récotillet, Bernard Vaton, Gérard Tautil, Anne-Marie Hautant
- Auvergne/Drôme-Ardèche : Raymond Squizzato, Jean Volle, Gilbert Brawanski, Isabelle Mejean, Gustave Alirol

Le Conseil fédéral du Partit occitan se réunit généralement tous les deux ou trois mois, la plupart du temps à Carcassonne.

### Fédérations régionales
Les fédérations régionales du Partit occitan sont autonomes et composées des représentants des comités locaux de leur ressort. Chacune d’entre elles assure la représentation de l’organisation dans la région, pour toutes les questions d’intérêt régional.
Les fédérations régionales du Partit occitan sont les suivantes :
- Languedoc-Roussillon/Midi-Pyrénées
- Aquitaine-Limousin-Charentes
- Provence
- Auvergne-Drôme-Archèche
- Val d'Aran
- Valladas

### Comités locaux
Le comité local est l'instance de base du Partit occitan.
Les comités locaux du Partit occitan déterminent leur périmètre géographique d’action, en accord avec les instances régionales. Ils reçoivent les adhésions et assurent la représentation locale de l’organisation. Ils participent à l’élaboration des orientations et des choix stratégiques.

### Congrès
Le Congrès détermine les objectifs fondamentaux et définit l’orientation générale du parti. Il se réunit tous les deux ans et rassemble tous les adhérents du mouvement.
Les derniers congrès ont eu lieu à Bize-Minervois (2014) et Gaillac (2012).

## Élections
Depuis 1987, le Partit occitan a régulièrement présenté des candidats aux élections municipales, cantonales, régionales, législatives et européennes. Le Partit occitan a des élus dans quelques municipalités.

### Élections municipales
Pour les élections municipales de 2014, le Partit occitan s'est engagé dans la dynamique autour de Bastir !.

### Élections cantonales ou départementales
Aux élections cantonales de 2011, le parti a présenté des candidats dans les cantons de : Fronton, Toulouse-14, Saint-Martory (Haute-Garonne), Toulon 9 (Var), Orange-est (Vaucluse), Manosque sud-est (Alpes-de-Haute-Provence), Pàmiers ouest (Ariège), Albi sud (Tarn), L’Ile sur Tarn (Tarn), Saint Paul Cap De Joux (Tarn), Salvagnac (Tarn), Lautrec (Tarn), Montredond-Labessonie (Tarn), Graulhet (Tarn), Peyriac-Minervois (Aude), Lembeye (Pyrénées-Atlantiques), Geaune (Landes), Sent Julien Chapteuil (Haute-Loire) (présent au 2e tour).

### Élections régionales

#### Elections régionales de 2010
Aux élections régionales de 2010 le Partit occitan obtient 5 élus grâce à une union avec Europe Écologie :
- Aquitaine : David Grosclaude
- Auvergne : Gustave Alirol
- Midi-Pyrénées : Guilhem Latrubesse
- Provence-Alpes-Côte d'Azur : Hervé Guerrera et Anne-Marie Hautant

#### Elections régionales de 2015
En 2015, à la faveur d'une démission pour cause de cumul des mandats, Estela Parot-Urroz devient conseillère régionale en Limousin, portant à six le nombre d'élus régionaux du Partit occitan.
Les élections régionales de 2015 sont un échec pour le parti, qui ne conserve qu'un élu contre six dans la mandature précédente, Patric Roux, élu du conseil régional d'Occitanie.

### Élections législatives

#### Législatives de 2002
Lors des législatives de 2002, le parti a dépassé 1 % des voix dans plusieurs circonscriptions : la première de Haute-Loire (2,09 %), la 3e du Lot-et-Garonne (1,64 %), la 3e des Hautes-Pyrénées (1,09 %).

#### Législatives de 2007 et 2012
Le Partit occitan est allié des Verts pour les élections législatives de 2007.
Le Partit occitan a présenté plusieurs candidats aux élections législatives de 2012, de façon autonome, soutenue par EÉLV ou bien par le PS.

#### Législatives de 2017
Lors des élections législatives de 2017, le Partit occitan présente six candidats de façon autonome et un en alliance avec EÉLV. Les résultats vont de 0,6 à 2 %.

#### Législatives de 2022
Lors des élections législatives de 2022, le Partit occitan forme une coalition nommé « Endavant » avec Régions et Peuples Solidaires. Adoptant pour slogan « Démocratie, écologie et territoires », cette alliance investit 32 candidats, 16 hommes et 16 femmes dans un plus grand nombre de circonscription que par le passé.

#### Législatives de 2024
Lors des élections législatives anticipées de 2024, le Partit occitan parvient à présenter 9 candidats et récolte 1 058 voix lors du premier tour. Le parti donne comme consigne de vote "de faire barrage à l'extrême droite".

### Élections présidentielles
Dans le cadre de l'élection présidentielle de 2012, le Parti occitan a soutenu Eva Joly, candidate investie par EÉLV.

### Élections européennes
Lors des élections européennes de 2009 le Partit occitan appelle à signer l'Appel « Europe-Écologie » et à participer aux comités locaux. Il rejoint officiellement Europe Écologie à travers la fédération Régions et peuples solidaires. En région sud-est, il participe à côté des autres composantes d'EE à l'élection de François Alfonsi comme eurodéputé représentant les intérêts autonomistes.
Depuis les élections européennes de 2019, la France forme une circonscription unique, avec listes nationales. En 2019, la fédération Régions et peuples solidaires est alliée à EELV.
Lors des Élections européennes de 2024 en France (scrutin le 9 juin), est formée une alliance entre le Parti radical de gauche, la fédération Régions et peuples solidaires dont est membre le Partit occitan, et Volt France. La liste commune a pour nom : Europe Territoires Écologie.

### Autres meilleurs scores
- Municipales 2001 : Saint-Hostien, élection du maire
- Cantonales 2004 : Saint-Julien-Chapteuil, 19,1 % ; Toulouse 3, 9,81 %
- Cantonales 2008 : Penne-d'Agenais, 10,6 % ; Lavaur, 10,49 %

## Publications
Le Partit occitan s'adosse sur une association, l'ADEO, pour éditer et diffuser des publications. L'ADEO est membre du Centre Maurits Coppitiers (CMC), fondation reconnue par le Parlement Européen.
- Le journal Occitània - VVAP paraît tous les deux mois.
- Lo Cebier - la letra occitanista[17] (Fédération provençale du Partit occitan), paraît tous les deux mois.